# 沙普爾四世
沙普爾四世是伊嗣俟一世之子，他於415年－420年間擔任亞美尼亞國王，並曾在420年短暫地成為萨珊王朝的沙阿。

## 生平
沙普爾四世是伊嗣俟一世與舒珊杜赫特兩人所生的兒子，沙普爾四世有兩名兄弟，分別是巴赫拉姆五世和納塞赫。在亞美尼亞國王霍斯勞四世去世後，伊嗣俟一世決定將亞美尼亞的王位交給他的長子沙普爾四世，而非讓霍斯勞四世的侄子阿塔西亞斯四世繼承。在沙普爾四世統治亞美尼亞王國期間，他專注於和亞美尼亞貴族建立友善的關係，同時其也竭盡所能試圖將亞美尼亞人的信仰由基督教轉變為祆教，但並未成功。
公元420年，伊嗣俟一世在希尔卡尼亚被貴族們謀殺，得知消息後，沙普爾四世迅速離開亞美尼亞前往薩珊王朝首都泰西封登上王位。然而，他僅統治了一段短暫的時間，由於薩珊貴族和祆教祭司並不樂見伊嗣俟一世的兒子們繼任為王，不久後沙普爾四世便遭他們殺害。在沙普爾四世遇弒後，貴族們推舉另一名薩珊王室成員－巴赫拉姆四世的兒子霍斯勞擔任薩珊王朝的君主。